# Saint-Cyr-en-Pail
Pour les articles homonymes, voir Saint-Cyr.
Saint-Cyr-en-Pail est une commune française, située dans le département de la Mayenne en région Pays de la Loire, peuplée de 502 habitants.
La commune fait partie de la province historique du Maine, et se situe dans le Bas-Maine dans le pays de Passais.

## Géographie

### Climat
Pour des articles plus généraux, voir Climat des Pays de la Loire et Climat du Val-d'Oise.
En 2010, le climat de la commune est de type climat océanique altéré, selon une étude du CNRS s'appuyant sur une série de données couvrant la période 1971-2000. En 2020, Météo-France publie une typologie des climats de la France métropolitaine dans laquelle la commune est exposée à un climat océanique et est dans une zone de transition entre les régions climatiques « Normandie (Cotentin, Orne) » et « Moyenne vallée de la Loire ». 
Pour la période 1971-2000, la température annuelle moyenne est de 10 °C, avec une amplitude thermique annuelle de 14,1 °C. Le cumul annuel moyen de précipitations est de 923 mm, avec 13,3 jours de précipitations en janvier et 8 jours en juillet. Pour la période 1991-2020, la température moyenne annuelle observée sur la station météorologique de Météo-France la plus proche, « Le Horps », sur la commune du Horps à 17 km à vol d'oiseau, est de 11,1 °C et le cumul annuel moyen de précipitations est de 857,1 mm,. La température maximale relevée sur cette station sur la période du 1er juillet 2003 au 2 juin 2025 est de 39,5 °C (en 2019), la température minimale de −12 °C (en 2012) et la hauteur maximale de précipitations en 24 h de 60 mm (en 2021).
Pour afficher une liste d’indicateurs climatiques caractérisant la commune aux horizons 2030, 2050 et 2100 et pouvoir ainsi s'adapter aux changements climatiques, entrer son nom dans Climadiag-commune, un site de Météo-France élaboré à partir des nouvelles projections climatiques de référence DRIAS-2020.

## Urbanisme

### Typologie
Au 1er janvier 2024, Saint-Cyr-en-Pail est catégorisée commune rurale à habitat dispersé, selon la nouvelle grille communale de densité à sept niveaux définie par l'Insee en 2022.
Elle est située hors unité urbaine et hors attraction des villes,.

### Occupation des sols
L'occupation des sols de la commune, telle qu'elle ressort de la base de données européenne d’occupation biophysique des sols Corine Land Cover (CLC), est marquée par l'importance des territoires agricoles (95,2 % en 2018), une proportion sensiblement équivalente à celle de 1990 (95,5 %). La répartition détaillée en 2018 est la suivante : 
terres arables (48,5 %), prairies (46,8 %), forêts (3,4 %), zones urbanisées (1,3 %). L'évolution de l’occupation des sols de la commune et de ses infrastructures peut être observée sur les différentes représentations cartographiques du territoire : la carte de Cassini (XVIIIe siècle), la carte d'état-major (1820-1866) et les cartes ou photos aériennes de l'IGN pour la période actuelle (1950 à aujourd'hui).

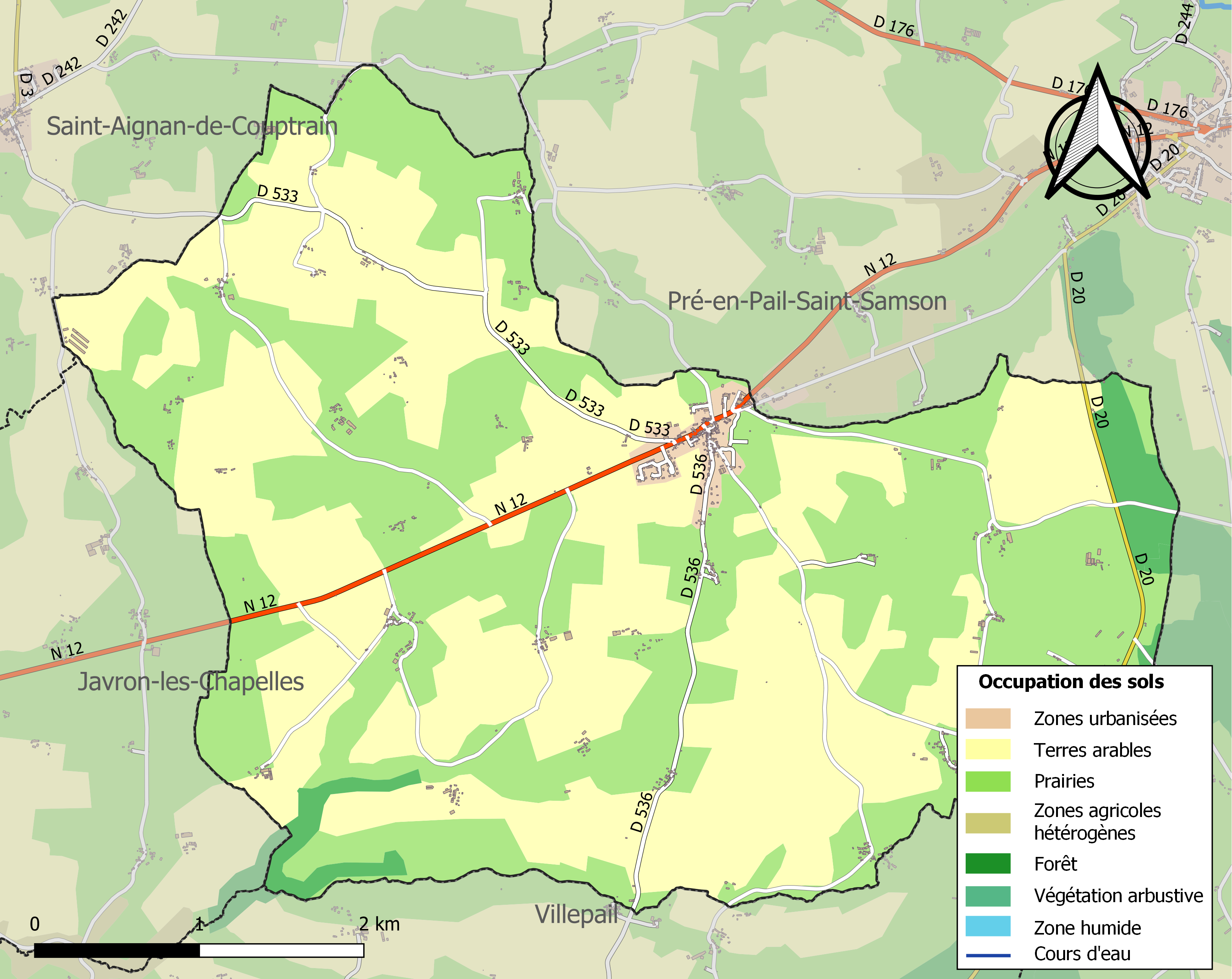
Carte des infrastructures et de l'occupation des sols de la commune en 2018 (CLC).

## Toponymie
La commune doit pour partie son nom à saint Cyr, jeune martyr chrétien du IVe siècle, fils de sainte Julitte.

## Histoire

### Moyen âge

#### Période du duché de Normandie et de l'Empire Plantagenêt (911-1204)
Vers le XIe ou XIIe siècle, l'abbaye de Saint-Julien de Tours fonde un prieuré .

## Héraldique
| Blason de Saint-Cyr-en-Pail | Blason  | D’azur, à une bande d’argent, accompagnée en chef et en pointe de deux lettres capitales B adossées d’or ; au chef cousu d’azur, chargé d’une rose, accostée de deux demi-vols adossés, le tout d’argent. L’azur et la bande reprennent le blason de Payen de Prez, seigneur également de Saint-Cyr. La reprise intégrale du blason de seigneur étant interdite pour les communes, il suffit d’en emprunter un ou plusieurs éléments. Les deux lettres B cyrilliques font référence à saint Cyr, le patron éponyme du village. Le chef indique le positionnement élevé du village, le plus haut du département. La rose et les deux ailes permettent de symboliser la chapelle de Notre-Dame-des-Anges. Les ornements sont deux gerbes de blé d’or, mises en sautoir par la pointe et liées d’azur afin d’honorer l’activité agricole de la commune. Le listel d’argent porte le nom de la commune en caractères majuscules de sable. La couronne de tours dit que l’écu est celui d’une commune ; elle n’a rien à voir avec des fortifications. |
| Blason de Saint-Cyr-en-Pail | Détails | Le statut officiel du blason reste à déterminer. |

## Démographie
L'évolution du nombre d'habitants est connue à travers les recensements de la population effectués dans la commune depuis 1793. Pour les communes de moins de 10 000 habitants, une enquête de recensement portant sur toute la population est réalisée tous les cinq ans, les populations de référence des années intermédiaires étant quant à elles estimées par interpolation ou extrapolation. Pour la commune, le premier recensement exhaustif entrant dans le cadre du nouveau dispositif a été réalisé en 2006.
En 2022, la commune comptait 502 habitants, en évolution de +2,87 % par rapport à 2016 (Mayenne : −0,73 %, France hors Mayotte : +2,11 %).
| 1793  | 1800  | 1806  | 1821  | 1831  | 1836  | 1841  | 1846  | 1851  |
| ----- | ----- | ----- | ----- | ----- | ----- | ----- | ----- | ----- |
| 1 104 | 1 191 | 1 275 | 1 339 | 1 396 | 1 404 | 1 390 | 1 375 | 1 428 |

| 1856  | 1861  | 1866  | 1872  | 1876  | 1881  | 1886  | 1891  | 1896  |
| ----- | ----- | ----- | ----- | ----- | ----- | ----- | ----- | ----- |
| 1 370 | 1 213 | 1 204 | 1 200 | 1 229 | 1 146 | 1 123 | 1 066 | 1 050 |

| 1901 | 1906 | 1911 | 1921 | 1926 | 1931 | 1936 | 1946 | 1954 |
| ---- | ---- | ---- | ---- | ---- | ---- | ---- | ---- | ---- |
| 990  | 902  | 864  | 775  | 675  | 658  | 622  | 602  | 602  |

| 1962 | 1968 | 1975 | 1982 | 1990 | 1999 | 2006 | 2011 | 2016 |
| ---- | ---- | ---- | ---- | ---- | ---- | ---- | ---- | ---- |
| 554  | 486  | 437  | 435  | 463  | 441  | 436  | 470  | 488  |

| 2021 | 2022 | - | - | - | - | - | - | - |
| ---- | ---- | - | - | - | - | - | - | - |
| 499  | 502  | - | - | - | - | - | - | - |

## Lieux et monuments

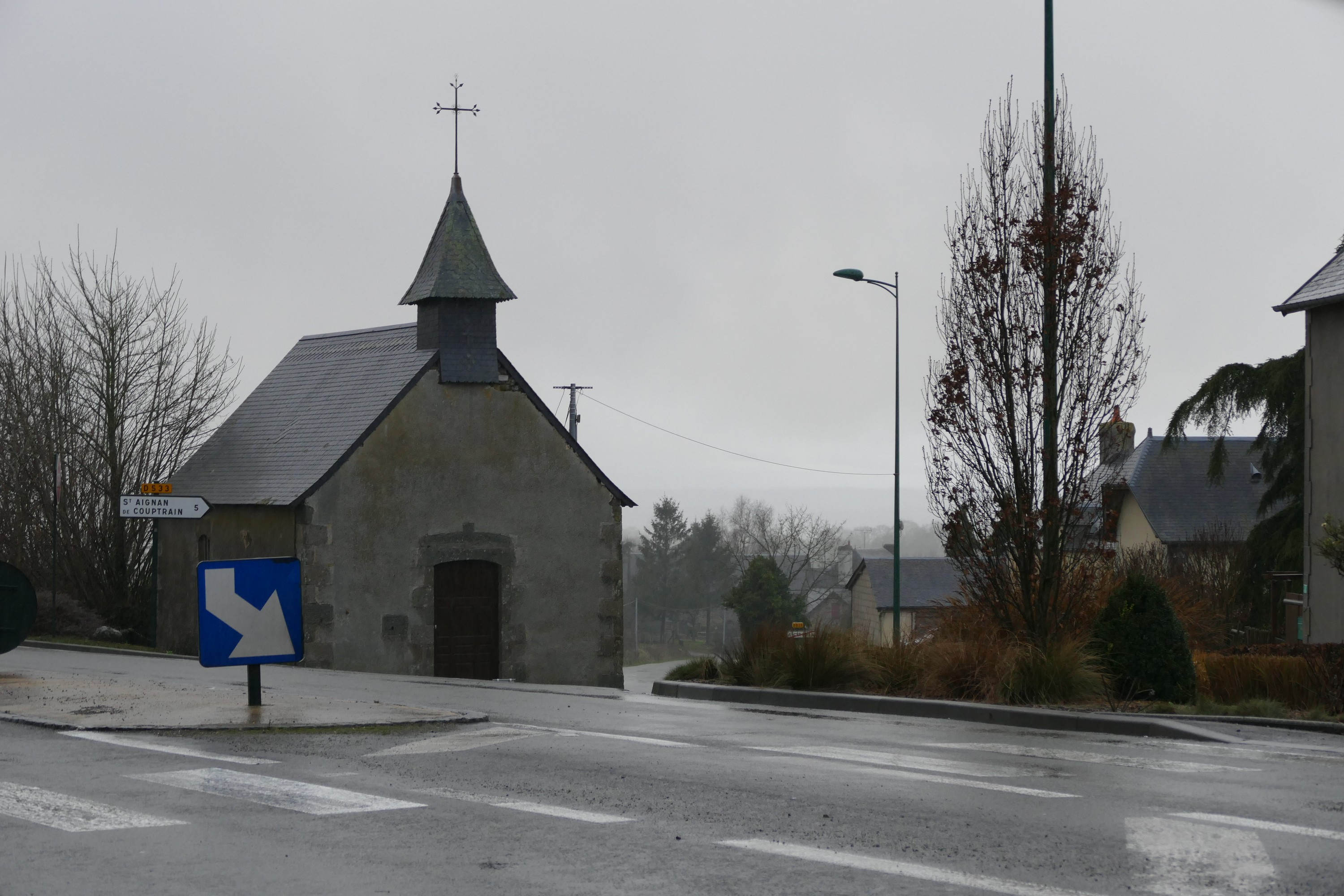
La chapelle Notre-Dame-du-Bon-Secours.

- L'église Saint-Cyr-et-Sainte-Julitte, néogothique du XIXe siècle.
- Château de la Robinière.
- Saint-Cyr-en-Pail abrite une partie du site Natura 2000 de la forêt de Multonne, ainsi qu'une partie du site Natura 2000 du « bocage de la forêt de la Monnaie à Javron-les-Chapelles »[22].